# Bakalerek
Bakalerek is een bestuurslaag in het regentschap Lembata van de provincie Oost-Nusa Tenggara, Indonesië. Bakalerek telt 330 inwoners (volkstelling 2010).